# Вообрази себе картину
«Вообрази себе картину» — исторический роман современного американского писателя Джозефа Хеллера. Написан в 1988 году.

## Сюжет
Художник Рембрандт ван Рейн пишет картину с изображением Аристотеля, размышляющего над бюстом Гомера. При этом Аристотель в картине по мере его создания оживает и начинает самостоятельно мыслить. Он становится свидетелем всех событий, которые происходили с картиной, — от момента её создания до того, как полотно оказалось в музее Метрополитен.
Автор в книге проводит несколько сюжетных линий: времена Аристотеля — эпоха Рембрандта — холодная война. Древняя Греция охвачена огнём войны между Афинами и Спартой, победителя в которой не будет. Современная Рембрандту Голландия воюет с Англией, а в далёком 20-м веке началось противостояние СССР и США.
Другой важной сюжетной линией романа является cуд над Сократом.